# Junior Monaco Kart Cup
De Junior Monaco Kart Cup was een karting-evenement dat van 1995 tot en met 2002 en van 2006 tot en met 2010 jaarlijks georganiseerd werd in Monaco door de Automobile Club de Monaco. In 2003, 2004 en 2005 vond er geen editie plaats omwille van werken in de haven van Monaco.

## Winnaars
- 1995:  Éric Salignon
- 1996:  Nelson van der Pol
- 1997:  Marvin Bylitza
- 1998:  Robert Kubica
- 1999:  Robert Kubica
- 2000:  Jérôme d'Ambrosio
- 2001:  Sebastian Vettel
- 2002:  Alexander Sims
- 2003 - afgelast
- 2004 - afgelast
- 2005 - afgelast
- 2006:  Scott Jenkins
- 2007:  Max Goff
- 2008:  Brandon Maïsano
- 2009:  Carlos Sainz jr.
- 2010:  Charles Leclerc